# Fossa (famiglia)
La famiglia Fossa (talvolta preceduta dalla preposizione di) è stata una famiglia nobile italiana.

## Storia

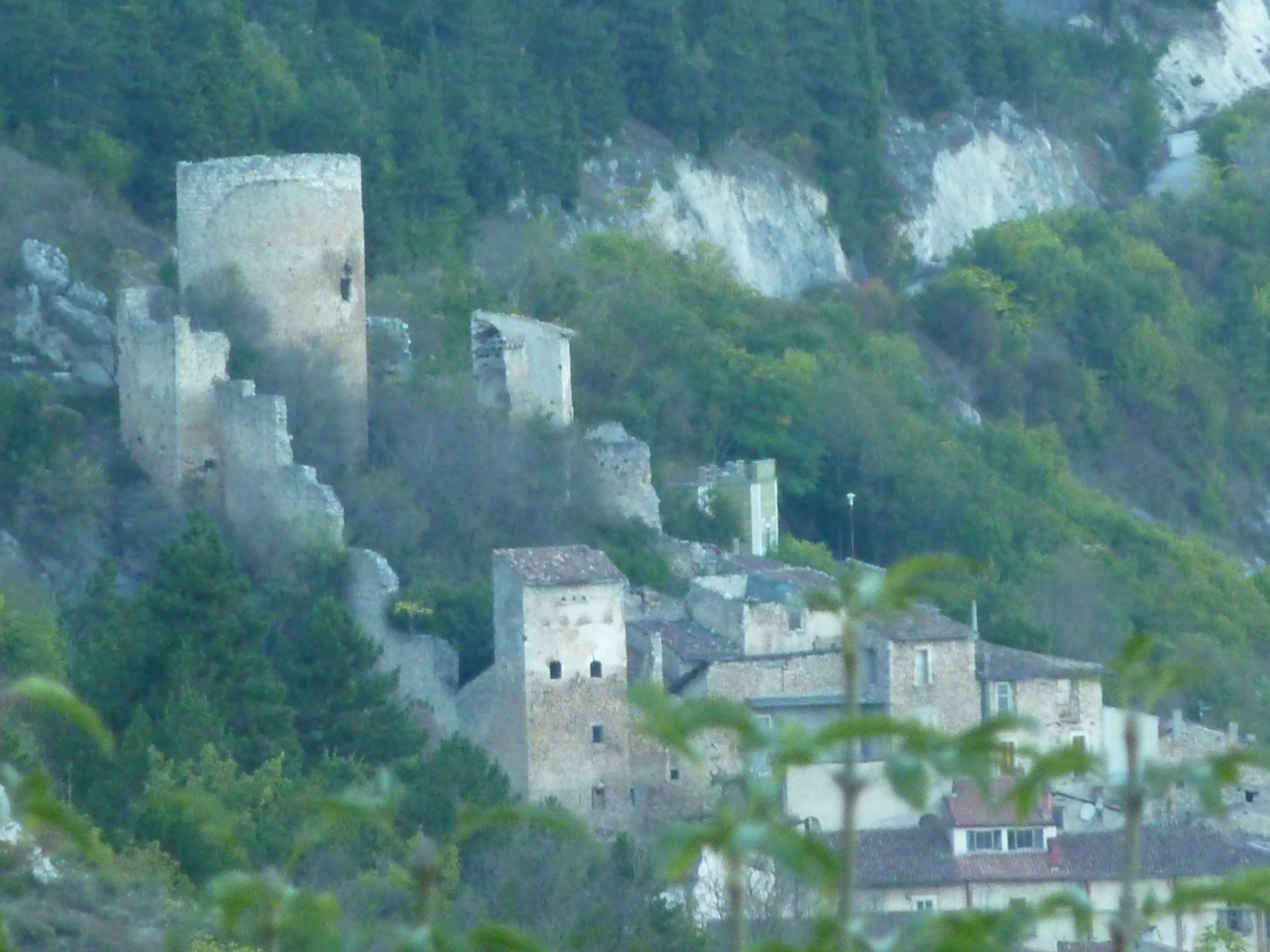
Il castello di Fossa, principale dimora della famiglia

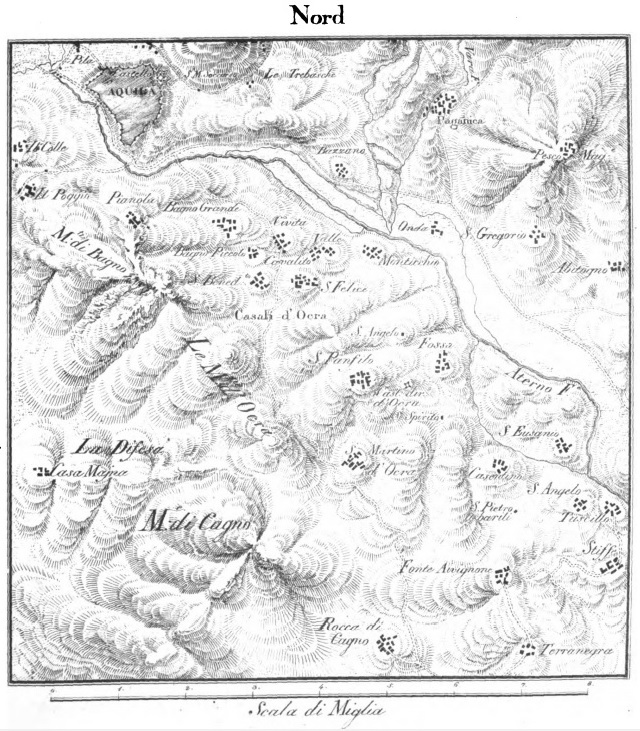
La signoria di Fossa con gli annessi casali, confinante a nord con il contado dell'Aquila, ad ovest con la signoria di Ocre e a sud con la signoria di Barile

Scarsissime e frammentarie sono le notizie sulla famiglia Fossa, cui è cosa certa essere discesa dai Conti dei Marsi e precisamente da un figlio o un nipote del fondatore Berardo "il Francisco", il quale, entrato in possesso della signoria di Fossa con annesso castello, grazie alla legge longobarda dell'XI secolo che consentiva di cambiare il proprio cognome con il nome del feudo posseduto, cambiò il proprio cognome in Fossa. La famiglia si stabilì poi in Terra d'Otranto, dove si ritrova il barone Guglielmo Fossa dare in sposa la figlia Filippa a Francesco di Franco, con in dote i feudi di Castro e Pozzovivo. Altri membri noti sono un'altra Filippa Fossa, figlia di un altro Guglielmo, che si sposò nel 1298 con Marino d'Evoli e, rimasta poi di lui vedova, con Giovanni d'Aquino, e Tommaso Fossa, figlio di Bartolomeo e marito di Beatrice De Ponte. Sconosciuto è lo stemma della casata, che dovette estinguersi nel XIV secolo.